# 376
سنة 376 م (بالأرقام الرومانية: CCCLXXVI) كانت سنة كبيسة تبدأ يوم الجمعة (الرابط يظهر نموذج الجدول الزمني الكامل للسنة) من التقويم اليولياني. بدأت تسمية السنة ب376 منذ العصور الوسطى المبكرة، عندما أصبح تقويم أنو دوميني هو الأسلوب السائد في أوروبا لتسمية السنوات.

## أحداث
- بداية الحرب القوطية (376-382) في 376 والتي انتهت في 382.

## مواليد
- كيرلس الأول

## وفيات
- إرماناريك